# Liste der Biografien/Asr
Liste der Biografien |
Portal Biografien |
Personensuche
# |
A |
B |
C |
D |
E |
F |
G |
H |
I |
J |
K |
L |
M |
N |
O |
P |
Q |
R |
S |
T |
U |
V |
W |
X |
Y |
Z |
?
 
Aa |
Ab |
Ac |
Ad |
Ae |
Af |
Ag |
Ah |
Ai |
Aj |
Ak |
Al |
Am |
An |
Ao |
Ap |
Aq |
Ar |
As |
At |
Au |
Av |
Aw |
Ax |
Ay |
Az
 
Asa |
Asb |
Asc |
Asd |
Ase |
Asf |
Asg |
Ash |
Asi |
Asj |
Ask |
Asl |
Asm |
Asn |
Aso |
Asp |
Asq |
Asr |
Ass |
Ast |
Asu |
Asv |
Asw |
Asy |
Asz
Die Liste der Biografien führt alle Personen auf, die in der deutschsprachigen Wikipedia einen Artikel haben. Dieses ist eine Teilliste mit 7 Einträgen von Personen, deren Namen mit den Buchstaben „Asr“ beginnt.

## Asr

### Asra
- Asrabajew, Anatoli Chamidullajewitsch (* 1969), russischer Sportschütze
- Asraf, Amiruldin (* 1997), singapurischer Fußballspieler
- Asraf, Dzaky (* 2003), indonesischer Fußballspieler
- Asranqulow, Roman (* 1999), kasachischer Fußballspieler

### Asri
- Asri, Mohamad Muda (1923–1992), malaysischer Politiker
- Asriel, Andre (1922–2019), österreichisch-deutscher KomponistAndre Asriel (1922–2019)

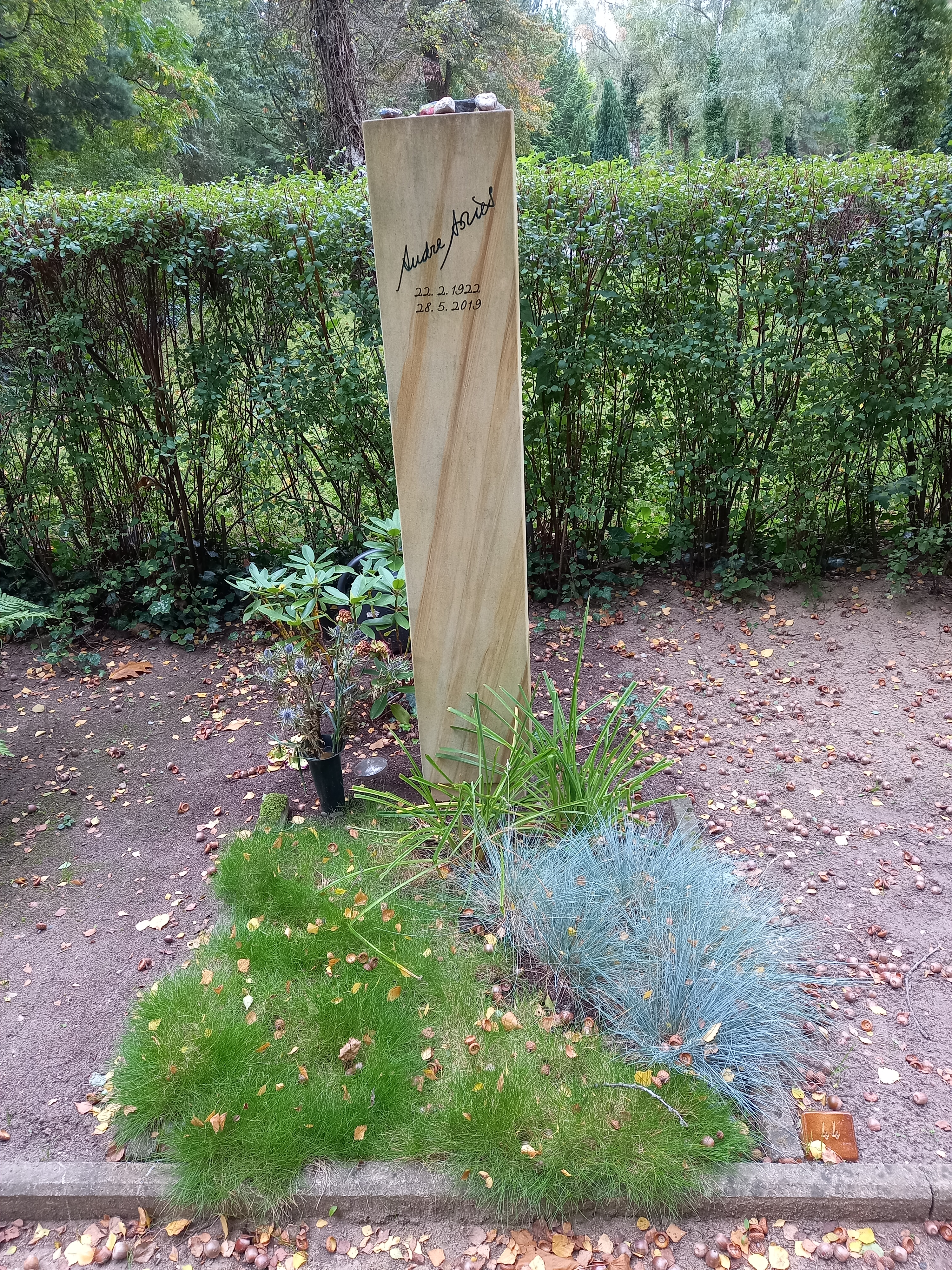
Andre Asriel (1922–2019)

### Asrj
- Asrjan, Karen (1980–2008), armenischer Schachspieler